# John Major
Sir John Major (Sutton (Engeland), 29 maart 1943) is een Brits oud-politicus van de Conservatieve Partij. Hij was de premier van het Verenigd Koninkrijk van 1990 tot 1997 als opvolger van Margaret Thatcher en als leider van de Conservatieve Partij.
Major groeide op in zijn geboorteplaats Brixton en begon als busconducteur voordat in 1963 zijn carrière bij de Standard Chartered Bank van start ging. Zijn interesse in de politiek, die begonnen was in 1956 toen hij voor het eerst een debat in het Lagerhuis gevolgd had, nam in de jaren zestig toe. Hij was gemeenteraadslid van 1968 tot 1971. Hij stelde zich verkiesbaar in twee verkiezingen maar slaagde er niet in om een zetel bij Labour te bemachtigen.
In mei 1976 werd hij door de conservatieven van Huntingdonshire gekozen tot hun kandidaat voor de volgende verkiezingen. Die verkiezingen vonden in 1979 plaats en Major kreeg zijn zetel. Van juli tot oktober 1989 was hij minister van Buitenlandse Zaken en vervolgens van oktober 1989 tot november 1990 Chancellor of the Exchequer (minister van Financiën) tot hij op 28 november 1990 premier van het Verenigd Koninkrijk werd. Hij moest midden in een kabinetsperiode Margaret Thatcher opvolgen, die de steun van haar eigen partij had verloren vanwege haar verbeten euroscepsis, de 'Poll tax', een nieuwe hoofdelijke belasting die bijzonder impopulair bleek, en haar stijl van optreden, die als autoritair werd ervaren.
Hij was minister-president tijdens de Golfoorlog van 1990-1991, waarin hij zich een trouwe bondgenoot van Amerika toonde en minder eurosceptisch dan zijn voorganger Thatcher. Tijdens zijn beginjaren als premier kwam de economie, na een groeiperiode in de tweede helft van de jaren 80, in een recessie terecht. Desondanks wist hij in april 1992 een eigen mandaat als premier van de kiezers te verkrijgen omdat Labourleider Neil Kinnock kennelijk een te weinig geloofwaardig alternatief bood. Voor Labour was dit de vierde opeenvolgende nederlaag bij algemene verkiezingen; voor John Major zou dit echter zijn laatste echte succes zijn. De economische terugslag leidde op 16 september 1992 tot de zogenaamde Zwarte Woensdag, toen het Britse Pond plotseling en dramatisch uit het Europese wisselkoerssysteem ('de slang') gehaald moest worden. Zijn regering werd bovendien geplaagd door allerlei schandalen en schandaaltjes die zijn gezag ondermijnden. In 1995 wilde hij zijn leiderschap in de conservatieve partij herbevestigen door onder zijn parlementsleden een leiderschapsverkiezing te houden. Hij won die tegen zijn opponent John Redwood met een aanzienlijke meerderheid, maar niet zo groot als hij gewenst had. Bovendien bleef Labour in de opiniepeilingen ver voorliggen op de Conservatieven. In 1997 gebeurde het onvermijdelijke: Labour behaalde een verpletterende overwinning onder leiding van Tony Blair, die 10 jaar lang aan de macht zou blijven. Major trad af als partijleider en werd opgevolgd door William Hague. Hij bleef wel lid van het Lagerhuis, tot 2001. Vanaf 1997 was hij "special guard", een soort voogd, over de prinsen William en Harry, na de plotselinge dood van hun moeder prinses Diana.
Major werd in 2001 bestuursvoorzitter van de investeringsmaatschappij Carlyle Europa. Op 23 april 2005 werd hij door koningin Elizabeth II tot ridder in de Orde van de Kousenband benoemd (zoals gebruikelijk - zij het niet standaard - voor ex-premiers), waarmee hij het predicaat Sir verwierf. Ongebruikelijk is dat John Major geen 'life peerage', dat wil zeggen een niet-erfelijke zetel in het Hogerhuis heeft geaccepteerd. Van de levende oud-premiers hebben thans alleen John Major en Tony Blair een adellijke titel.
Walpole · 
Compton · 
Pelham · 
Pelham-Holles · 
Cavendish · 
Stuart · 
G. Grenville · 
Charles Watson-Wentworth · 
Pitt de Oudere · 
FitzRoy · 
North · 
Petty · 
Cavendish-Bentinck · 
Pitt de Jongere · 
Addington · 
W.W. Grenville · 
Perceval · 
Jenkinson · 
Canning · 
Robinson · 
Wellesley · 
Grey · 
Lamb · 
Peel · 
Russell · 
Smith-Stanley · 
Hamilton-Gordon · 
Temple · 
Disraeli · 
Gladstone · 
Gascoyne-Cecil · 
Primrose · 
Balfour · 
Campbell-Bannerman · 
Asquith · 
Lloyd George · 
Law · 
Baldwin · 
MacDonald · 
Chamberlain · 
Churchill · 
Attlee · 
Eden · 
Macmillan · 
Douglas-Home · 
Wilson · 
Heath · 
Callaghan · 
Thatcher · 
Major · 
Blair · 
Brown · 
Cameron · 
May · 
Johnson · 
Truss ·
Sunak ·
Starmer
- Bibsys: 1070608
- Biblioteca Nacional de España: XX855632
- Bibliothèque nationale de France: cb125681880 (data)
- CiNii: DA12415772
- Gemeinsame Normdatei: 119037157
- International Standard Name Identifier: 0000 0001 0777 4728
- Library of Congress Control Number: n91093020
- MusicBrainz: fd710384-f713-4cef-94df-5dd710c0e0f8
- Bibliotheek van het Japanse parlement: 00621052
- Nationale Bibliotheek van Tsjechië: jo20231188105
- Nationale bibliotheek van Australië: 36009120
- Nationale Bibliotheek van Israël: 987007604435905171
- Nederlandse Thesaurus van Auteursnamen: 086593129
- Réseau des bibliothèques de Suisse occidentale: 02-A008724984
- SNAC: w62v2n9q
- Système universitaire de documentation: 034989404
- Trove: 1183314
- Virtual International Authority File: 13108875
- WorldCat: E39PBJd3MGhqfVXGMv66GGD8YP